# 줌왈트급 구축함
줌왈트급 구축함(영어: Zumwalt-class destroyer)은 미국 해군의 미래형 스텔스 구축함이다.
미국 해군은 냉전 종료 후 새로운 전략을 근거로 검토한 21세기의 전투함으로 발전시키려고 만들 계획을 하였다. 그래서 계획한 것이 대지 공격형 구축함인 DD-21과 방어형 구축함인 CG-21이 있다. 결정된게 바로 줌왈트급 구축함이다. 줌왈트는 미국의 해군 제독인 엘모 러셀 줌왈트에서 따왔다. 줌왈트 계획은 32척이지만 8척의 예산 요구가 먼저 받아들여졌다. 하지만 척당 4조원 이라고 하는 어마어마한 예산으로 인해 현재 건조중인 3척을 제외한 나머지는 취소하고, 이지스 시스템이 적용된 알레이버크급 구축함의 플라이트 III가 개발중이다. 건조는 2007년에 이미 시작되었으며, 2016년 10월 15일 볼티모어에서 취역했다. 향후 함포는 자기력을 이용해 반동을 없애는 레일건으로 교체되었다.

## 보유함정
- USS 줌왈트 (DDG-1000), 2016년 8월 ~
- USS 마이클 몬수어 (DDG-1001), 2019년 1월 ~
- USS 린든 B. 존슨 (DDG-1002), 2020년2월 ~

## 가격
1척당 가격은 무려 4조원이 이른다. 이는 2세대 이지스함(아타고급, 알레이버크급) 3척 가격과 동등한 수준이다. 

## 성능

### 스텔스 성능(피탐능력)
줌왈트급은 스텔스 기능을 갖추고 있어 레이다 반사 면적은 100m2 크기로, 어선과 같은 수준이다. 보통 구축함들이  5,000m2 크기일 때 굉장히 혁신적인 수준이다. 일본 미쓰비시 F-2 전투기는 5,000m2 크기의 구축함을 250km에서 탐지하고, 대한민국 KF-16 전투기는 같은 함선을 80km에서 탐지하며, 미 공군의 맥도넬 더글러스 F-15E 스트라이크 이글이 같은 함선을 180km에서 탐지할 수 있다. 100m2 수준으로 레이다에 작게 잡히는 줌왈트급은 레이다 탐지거리를 급격히 적기 때문에 엄청난 스텔스 능력을 갖췄다.

### 대공능력
SM-2, SM-3, SM-6 미사일 모두 무장할 수 있다. Mk.57 수직발사대 20대를 장착하였기에 80셀의 미사일을 수직발사대에 무장할 수 있지만, 세종대왕급 구축함, 알레이버크급 구축함의 수직발사대인 Mk.41 수직발사대보다 미사일 수납공간의 크기가 훨씬 크기 때문에 향후 활용할 바가 무궁무진하다고 볼 수 있다. 특히 세종대왕급은 128셀이나, 한국형 발사대가 48셀이고, Mk.41 수직발사대가 80셀이라 미국제 미사일은 80발밖에 못넣는다. 스탠다드 미사일 외에도 사거리 55km인 RIM-162 ESSM도 무장이 가능하며, 1셀에 4발씩 무장할 수 있어 최대 320발의 함대공 미사일을 무장하는게 가능하다.

### 장거리 타격능력
토마호크를 무장할 수 있어 토마호크의 사거리인 1,500km가 닿는 곳은 어디든 타격할 수 있다. 

### 3차원 대공 레이다
AN/SPY-1E 레이다와 AN/SPY-3 레이다를 탑재했다. 둘 다 450km 이상 탐지거리를 탐지할 수 있는 3차원 대공 레이다다. 1,000개 이상의 목표물을 동시에 추적할 수 있다. 선체를 보면 함대공 미사일의 요격 임무를 지령하기 위한 조사기가 따로 보이질 않는 것으로 미뤄보아 AESA 레이다인 AN/SPY-3가 사격 통제기 역할도 겸하는 것으로 보인다.

### 레일건
처음 건조한 3척의 줌왈트급에는 레일건이 탑재되지 않았다. 이는 레일건의 전력과 엔진에서 생산하는 양이 다르기 때문이다.

## 제원
- 만재배수량: 14,064톤
- 크기: 182.9m x 24.1m x 8.4m(길이/폭/흘수선)
- 승조원: 150명
- 추진방식: 통합전기추진(IEP) 방식
- 엔진: Rolls Royce MT30 36MW 가스터빈 엔진
- 축: 2축 추진
- 속도: 최대 30.3노트
- 무장:
  - AGS 155mm 62구경장 함포 2문(후에 레일건의 개발이 완료되면 레일건으로 교체할 가능성이 높음)
  - MK 110 57mm 함포 2문
  - SM-2, SM-3, SM-6, 택티컬 토마호크, 아스록, ESSM(MK 57 PVLS)
  - MK 46 Mod 5 또는 MK 50 경어뢰(324mm MK 32 3연장 어뢰 튜브 2기)
- 대응: MFEW ES 전자전 체계
- 지휘 무장 통제
  - 광역 수색 레이다: SPY-1E VSR – S 밴드
  - 사격 통제 레이다: SPY-3 MFR – X 밴드
- 소나: AN/SQS-60·61
- 헬기: MH-60R 헬기, 수직이착륙 무인기
- 레이다 : AN/SPY-1E, AN/SPY-3

## 미국 해군의 군함 전력
| 항공모함/상륙함                 | 보유수 | 함중량   | 레이다 탐지능력   | 항공기 함재                           | 총톤수     |
| ------------------------------- | ------ | -------- | ----------------- | ------------------------------------- | ---------- |
| 제럴드 R. 포드급 항공모함       | 1척    | 100,000t | AN/SPY-3:500km    | F-18, E-2 호크아이 x 80기             | 1,460,000t |
| 니미츠급 항공모함               | 10척   | 100,000t | AN/SPS-48:450km   | F-18, E-2 호크아이 x 80기             | 1,460,000t |
| 와스프급 강습상륙함             | 8척    | 40,000t  | AN/SPS-48:450km   | F-35B, AV-8II                         | 1,460,000t |
| 아메리카급 강습상륙함           | 1척    | 44,000t  | AN/SPS-48:450km   | F-35B, AV-8II                         | 1,460,000t |
| 수상전투함                      | 보유수 | 함중량   | 레이다 탐지능력   | 미사일무장                            | 총톤수     |
| 줌왈트급 구축함                 | 3척    | 14,000t  | AN/SPY-3:500km    | 스탠더드 유도탄                       | 600,000t   |
| 알레이버크급 구축함 III         | 34척   | 9,200t   | AN/SPY-1D:450km   | SM-3 함대공미사일, AGM-84 하푼 8발    | 600,000t   |
| 알레이버크급 구축함 II          | 7척    | 9,000t   | AN/SPY-1D:450km   | 스탠더드 유도탄 90발, AGM-84 하푼 8발 | 600,000t   |
| 알레이버크급 구축함 I           | 21척   | 8,400t   | AN/SPY-1D:450km   | 스탠더드 유도탄 90발, AGM-84 하푼 8발 | 600,000t   |
| 잠수함                          | 보유수 | 함중량   | 레이다/소나       | 미사일무장                            | 총톤수     |
| 오하이오급 잠수함               | 18척   | 18,000t  | BQQ-5 패시브 소나 | 트라이던트 D5, 토마호크 (미사일)      | 720,000t   |
| 로스앤젤레스급 잠수함           | 45척   | 7,000t   | BQQ-5 패시브 소나 | 토마호크 (미사일)                     | 720,000t   |
| 버지니아급 잠수함               | 12척   | 7,900t   | BQQ-5 패시브 소나 | 토마호크 (미사일)                     | 720,000t   |
| 군수지원함                      | 보유수 | 함중량   |                   |                                       | 총톤수     |
| 서플리급 전투 지원함            | 4척    | 50,000t  |                   |                                       | 140만t     |
| 헨리 J 카이저급 급유함          | 15척   | 42,000t  |                   |                                       | 140만t     |
| 루이스 앤드 클라크급 탄약보급함 | 14척   | 42,000t  |                   |                                       | 140만t     |

## 같이 보기
- 레일건